# ده‌رقمی
ده‌رقمی عنوان فیلمی ساختهٔ ۱۳۸۷ به کارگردانی همایون اسعدیان و با بازی سید جواد رضویان و بهنوش بختیاری است.

## خلاصه داستان
فیروز سیزده دزد خرده پایی است که با دزدی اموال کم قیمت زندگی خود را به پیش می‌برد. شبی برای دزدی با دوستانش به خانه‌ای می‌روند و فرشی را می‌دزدند. غافل از اینکه فرش یک میلیارد تومان می‌ارزد...